# Prima (geslacht)
Prima is een monotypisch geslacht van spinnen uit de  familie van de Hersiliidae.

## Soort
- Prima ansieae Foord, 2008